# Lervik, Båstads kommun
Lervik är en by vid Skälderviken på södra sidan av Bjärehalvön i Båstads kommun i Skåne (länet och landskapet). Lervik ligger strax norr om Stora Hult.
I Lervik ligger småbåtshamnen Lerviks hamn. I hamnen finns det mest utombordsbåtar och några snipor, mest fritidsbåtar med andra ord. Här finns också en grusad parkeringsplats i anslutning till hamnen. 
Genom Lervik går också Skåneleden. I byn finns ett flertal villor och någon enstaka sommarstuga. Uppskattningsvis bor det omkring 20 personer här. 
Romanförfattaren Willy Josefssons (som f.ö. är född och uppvuxen i Ängelholm som inte ligger mer än 15 km härifrån) nio böcker handlar lite till och från om just denna plats.
Alldeles norr om Lervik, vid kusten, ligger Grytskär, som är en plats som lockar fågelskådare, eftersom det finns två öar utanför, Inre Skäret och Yttre Skäret där tusentals fåglar rastar på våren och hösten efter en lång resa söder- eller norrifrån. För att bevara detta samt mycket annat är sedan 1972 i stort sett hela kustremsan mellan Vejbystrand i Ängelholms kommun och Kattvik i Båstad kommun samt mycket annan mark, naturreservat med namnet Bjäre Kustreservat.